# K2
O K2 (também conhecida como monte Godwin-Austen, Chogori, Dapsang ou Qogir Feng) é a segunda montanha mais alta do mundo, depois do Monte Everest, a 8614 metros de altitude. Tem proeminência de 4020 metros, e isolamento topográfico de 1315,59 km. Está localizado na fronteira China-Paquistão entre Baltistão, na região de Guilguite-Baltistão do norte do Paquistão, e o Condado Autônomo Tashkurgan em Sinquião, China. O K2 é o ponto mais alto da cordilheira de Caracórum, o ponto mais alto no Paquistão e Sinquião, e a montanha mais alta fora dos Himalaias.

## Montanhismo
Devido à extrema dificuldade de subida, o K2 é conhecido pelos alpinistas como "montanha selvagem" e "uma entidade de humor oscilante". Com cerca de 300 ascensões bem-sucedidas de sucesso e 77 mortes, sua taxa de fatalidade (cerca de uma pessoa morre na montanha a cada quatro que chegam ao cume) é a terceira maior dentre as montanhas com mais de oito mil metros de altitude, só superada pela do Annapurna (191 ascensões e 61 mortes) e do Nanga Parbat (326 ascensões e 68 mortes ).
A ascensão do K2 é considerada pela maior parte dos alpinistas como sendo mais difícil que a do monte Everest. Até setembro de 2013, 344 pessoas tinham conseguido atingir o topo, enquanto aproximadamente 4000 já haviam escalado o Everest.
É mais difícil e perigoso atingir o pico do K2 pelo lado chinês; assim, o lado paquistanês é mais popular para os alpinistas. 

### Ascensões

Principais rotas de ascensão pela face sul da montanha

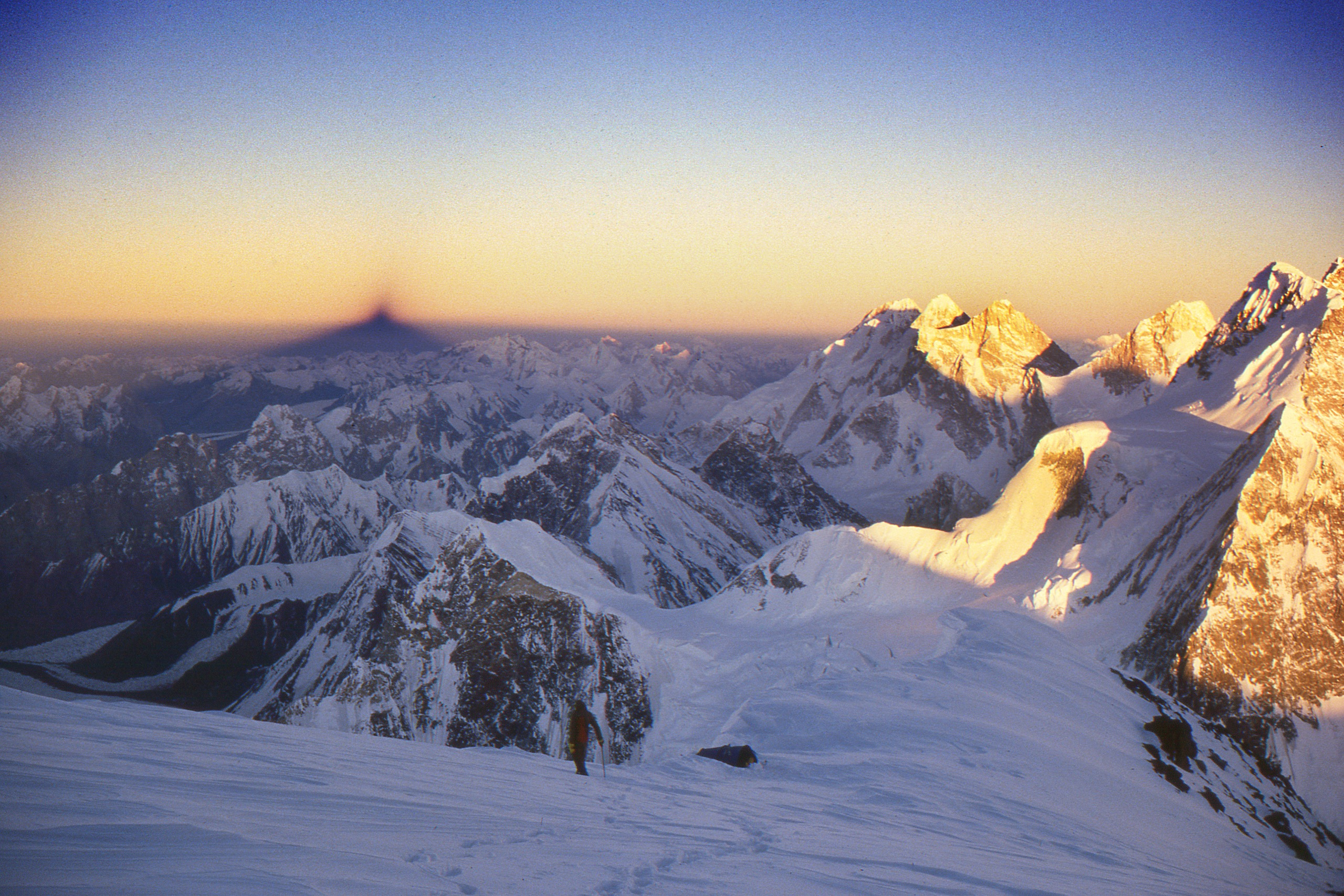
Pôr do sol a partir da montanha

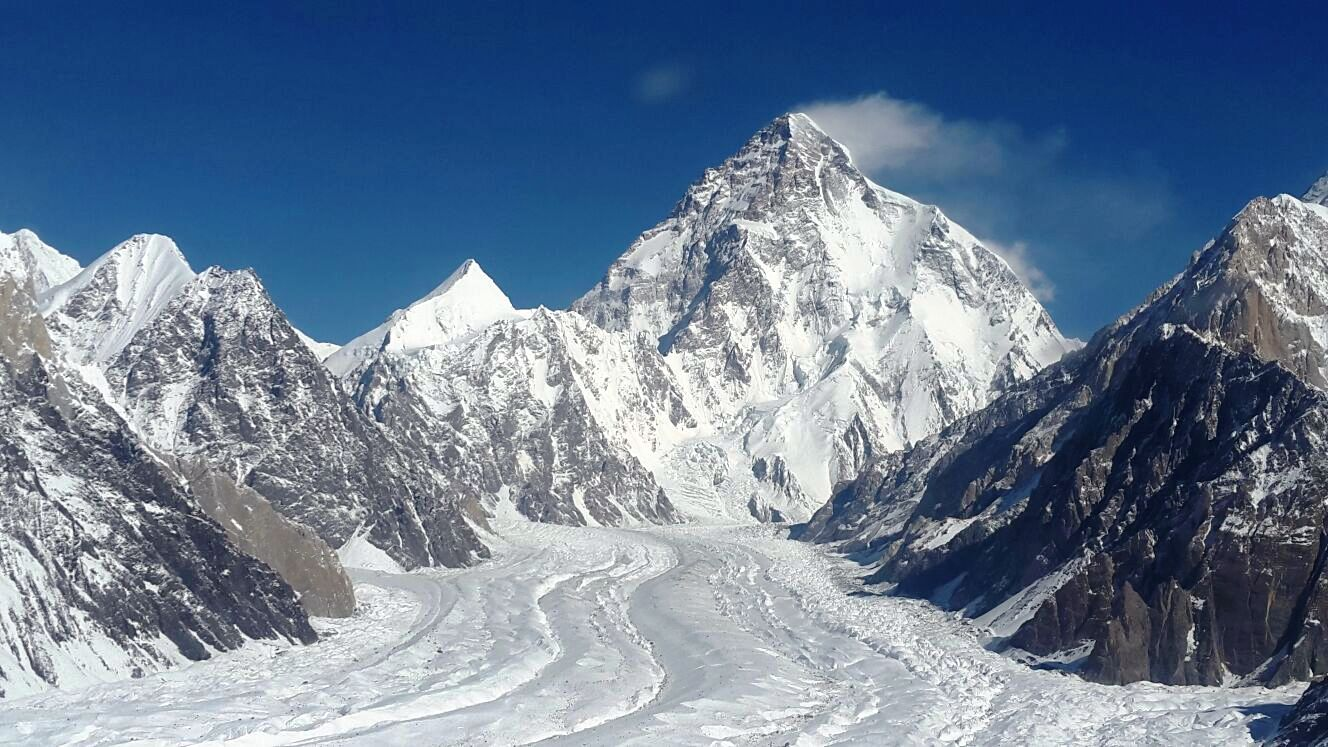
Vale Skardu

Foi explorado pela primeira vez em 1856 por um europeu, Thomas George Montgomerie, na expedição liderada por Henry Haversham Godwin-Austen, que o nomeou como K2 (Karakoram 2). 
A primeira tentativa profissional de ascensão ocorreu em 1902, mas apesar de cinco tentativas infrutíferas e mortais, seu topo não foi atingido até que uma expedição italiana realizou este feito em 31 de Julho de 1954. A expedição era liderada por Ardito Desio, e os dois alpinistas que atingiram o topo foram Lino Lacedelli e Achille Compagnoni.
O K2 foi escalado no inverno pela primeria vez em 16 de janeiro de 2021 por Nirmal Purga.

### Caso K2
A primeira ascensão do K2 por parte dos alpinistas italianos Achille Compagnoni e Lino Lacedelli causou uma serie de polêmicas, conhecidas também como ‘caso K2’. Na noite entre 30 e 31 julho de 1954, os dois montanhistas italianos estavam a esperar os cilindros de oxigênio para poder concluir com sucesso o alanceamento do cume. Os cilindros (cerca de 40 kg no total) foram carregados pelo jovem alpinista lombardo Walter Bonatti e pelo hunza Amir Madhi até o ponto de encontro, bem no começo de um íngreme plano de gelo ao redor de 8000 metros, conhecido também como Gargalo de Garrafa, onde Achille e Lino deveriam ter alocado uma barraca. Mas os dois montanhistas deslocaram, contrariamente do que foi concordado, a barraca para um lugar um pouco mais alto, impedindo assim que Bonatti e Madhi pudessem aproveitar do abrigo e talvez juntar -se a Achille e Lino na tentativa de atingir o topo. De consequência Walter e Amir foram obrigados bivacar em lugar aberto com condições proibitivas, sem equipamento, comida ou água para poder sobreviver além do limite vertical (uma linha imaginaria sobre os 8000 metros de altura, onde, por causa da extrema rarefação de oxigênio, o corpo humano deteriora progressivamente sem possibilidade de recuperação). Após esta noite, Walter conseguiu descer sem sérias consequências de saúde, enquanto Madhi sofreu a amputação de todos os dedos dos seus pés, devido aos congelamentos e a falta de um equipamento adequado (aos portadores paquistaneses, de fato, não foram fornecidos o mesmos materiais técnicos dos alpinistas italianos).
Uma vez concluída a façanha com sucesso, Bonatti se tornou vitima de acusações absurdas e difamatórias por parte seja dos conquistadores do cume (Campagnoni e Lacedelli), seja do líder da expedição, o geólogo Ardito Desio. Dentre as varias acusações, o Walter foi considerado responsável por ter consumido uma quantidade significativa de oxigênio a fim de aumentar, por um lado, suas probabilidades de sobrevivência durante seu bivaque com Madhi, e, por outro, tentar boicotar este ambicioso projeto himalaio. Na verdade, como posteriormente admitido pelo próprio Lacedelli, as máscaras e misturadores indispensáveis para o correto funcionamento dos cilindros ficaram em possessão de Compagnoni e Lacedelli, 
O caso K2 só foi resolvido 50 anos depois, quando o Clube Alpino Italiano (CAI), após uma reunião dos ‘três sábios’, confirmou completamente a versão de Walter Bonatti. Enquanto Compagnoni e Desio nunca admitiram a verdade, Lino Lacedelli, com a publicação do seu livro ‘K2: Il prezzo della conquista’ (K2: O preço da conquista) confirmou em boa parte a versão sustentada por Walter Bonatti.

### Mortes
Até 2013, 83 pessoas morreram no K2, 13 das quais em 1986 no que ficou conhecido como "Verão Negro". O ano de 2008 também foi especialmente trágico, quando 11 montanhistas morreram quase simultaneamente após uma avalanche atingir um serac (glaciar suspenso) e também romper cordas fixas. Essa tragédia deu origem ao premiado documentário "The Summit".
Apesar de o Everest ser mais alto, K2 é muito mais letal. A taxa de fatalidade - percentual de mortos para cada pessoa que atinge o cume - do K2 é superior a do Everest. Até 2009, o K2 registrava uma taxa de 25,75% (299 pessoas que chegaram ao cume contra 77 mortes) enquanto que a taxa do Everest era de 7% (2972 chegadas e 208 mortes). Em outras palavras, de cada quatro pessoas que chegaram ao topo do K2 uma morreu.

### Escalada por montanhistas de países lusófonos
Esta montanha só foi até hoje escalada por 4 montanhistas de países lusófonos. Em 2000 o brasileiro Waldemar Niclevicz, que usou, em parte do percurso, oxigênio artificial, atingiu o cume e os brasileiros Moesés Fiamoncini e Karina Oliani foram os últimos lusófonos a escalar a montanha em 2019. Karina Oliani se tornou também a primeira brasileira a atingir tal feito . O alpinista João Garcia foi o primeiro português a atingir o seu cume, em 20 de Julho de 2007, sem recurso a oxigênio artificial.  João Garcia participou do projeto À conquista dos Picos do Mundo, onde escalou, sem recurso a oxigênio, entre 2006 e 2010, oito das catorze montanhas com mais de oito mil metros de altitude, totalizando assim em 2010 os catorze cumes.